# Eburia bonairensis
Eburia bonairensis är en skalbaggsart som beskrevs av Gilmour 1968. Eburia bonairensis ingår i släktet Eburia och familjen långhorningar.
Artens utbredningsområde är:
- Bonaire.
- Curaçao.

Inga underarter finns listade i Catalogue of Life.